# 斯凱德斯伯傑特山
斯凱德斯伯傑特山（英語：Skeidsberget Hill）是南極洲的山丘，位於東部南極洲的毛德皇后地，屬於沃爾塔特山脈的一部分，處於斯凱德紹弗登山西北面3.7公里，該山丘由德國的探險隊發現，現時受南極條約體系管理。
72°6′S 11°25′E / 72.100°S 11.417°E